# Všebor IV. Hrabišic
Všebor IV. Hrabišic († 1224?) byl přední český šlechtic z rodu Hrabišiců.

## Život
Narodil se jako syn Hrabiše III. Hrabišice. Měl bratry Hrabiše IV. a Kojatu IV. Hrabišice. V pramenech se poprvé objevil v roce 1199. Roku 1207 je zmíněn na listině svého strýce Slavka I., který se na ní odvolává na souhlas Všebora a jeho bratra Kojaty IV., že může osecký klášter, jenž založil, obdarovat z majetku zesnulého Všeborova otce Hrabiše vesnicí Hrnčířemi, Bylany, části vsi Bojnice a Tolicemi.
Do popředí se Všebor dostal teprve na sklonku svého života roku 1220. Spolu s jinými šlechtickými předáky svědčil na královském falzu hlásícím se do roku 1220, velkém imunitním privilegiu pro konventy a kostely pražské diecéze z roku 1222 a v pravé listině vydané ve prospěch břevnovského kláštera v roce 1224. Téhož roku zřejmě zemřel. Posléze se totiž připomíná pouze jako nebožtík a dárce majetků zderazského kláštera křižovníků strážců Božího hrobu v Praze na nepravé listině svého bratra Kojaty hlásící se k roku 1227. Zderazský klášter Všebor obdarovával proto, že ho založil buď jeho otec Hrabiše III., nebo hypotetický děd Hrabiše II. Hrabišic. Znovu je Všebor zmíněn na listinném falzu údajně vydaném v roce 1238 pražským biskupstvím, které uvádí, že Všebor kdysi při příležitosti svěcení dvou nových oltářů zderazského konventu křižovníky obdaroval vesnicemi Horušany, Dobrovíz, Lipětín, Kopisty a Drahůnky. Dále Všebor klášteru prý daroval jakousi ves svatého Václava, která však byla do seznamu zařazena nepochybně pouze proto, že Všebor zderazskému klášteru původně daroval osadu Most, jež ale byla po pozdější mostecké královské lokaci pro zderazské božehrobce ztracenou záležitostí. Ve zderazském klášteře byl Všebor patrně také pohřben. Protože zemřel bez mužského dědice, majetek po něm zdědil jeho bratra Kojata, který zemřel o tři roky později rovněž bez mužského potomka a svůj majetek proto rozdal klášterům, klientům, příbuzným i přátelům. Všebor se spolu se svým bratrem Kojatou podílel na stavbě kostela svatého Mikuláše v Potvorově a založení odnože zderazského kláštera ve Světcích. Inicioval možná také vybudování kostela svatého Petra a Pavla v Dolním Jamném.

### Rodina

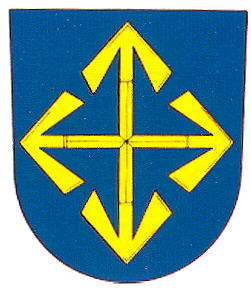
Erb rodu pánů ze Švábenic

František Palacký ve svém díle napsal, že českomoravský šlechtic Idík ze Švábenic se oženil s jednou z dcer Všebora IV. Hrabišice . Ladislav Hosák na Palackého navázal s domněnkou, že Idík a jeho bratr Slavibor z Drnovic si vzali pravděpodobné dcery Všebora Hrabišice Eufemii a Svatochnu. Vycházel totiž ze závěti Všeborova bratra Kojaty IV. Hrabišice, ve které Kojata odkázal svým neteřím nebo švagrovým (sororinae) Eufemii a Svatochně vesnice Drnovice a Račice. Hosák latinské slovo sororinae přeložil neteře a obě ženy proto pokládal za Všeborovy dcery. Slavibora a Idíka považoval za jejich manžele, kvůli faktu, že na falzu z roku 1269 až 1275 hlásícím se k roku 1249 se Slavibor psal s přídomkem „z Drnovic“. František Pokorný a Vratislav Vaníček Hosákovu domněnku později představili jako hotový fakt – Slavibor se oženil se Svatochnou a Idík s Eufemií.
Josef Žemlička termín (sororinae) pochopil jako švagrové. Podle jeho výkladu z roku 1990 Kojata dvě vesnice daroval manželkám svých bratrů Hrabiše IV. Hrabišice a Všebora. Ze Všeborova manželství s Eufemií měla vzejít dcera neznámého jména, která se provdala do rodu pánů ze Švábenic. Později v roce 2002 Žemlička však uvedl pouze to, že členky rodu Hrabišiců Eufemie a Svatohna byly provdány za pány ze Švábenic. Tomáš Velímský se ve svém studiu vydaném roku 1992 přiklonil Žemličkově původnímu názoru, ale v jiném díle z roku 2002 nejdříve přijímal možnost s neteřemi, následně ještě ve stejné knize však připustil obě varianty. David Papajík uvedl, že je pravděpodobnější verze s neteřemi, protože kdyby si Idík a Slavibor měli vzít vdovy po Hrabišovi a Všeborovi, jednalo by se asi o 30 let starší ženy, což by bylo velmi nestandardní. Zároveň stejně jako Žemlička a Velímský poukázal na to, že ačkoli o sňatku Idíka a Slavibora s členkou z rodu Hrabišiců nejsou žádné přímé důkazy, je to velmi pravděpodobné, protože jména Idíkových a Slaviborových synů jsou typická pro rod Hrabišiců (Kojata, Všebor, Hrabiš). Celou záležitost Papajík shrnul, že je velmi pravděpodobné, že si Idík a Slavibor vzali členky rodu Hrabišiců, ale jestli se jednalo o Eufemii a Svatochnu, nelze pro nedostatek pramenů potvrdit ani vyvrátit. Jako další indicie k příbuzenství Hrabišiců a Švábeniců poslouží fakt, že Idíkův syn Vítek z Úpy na jedné z listin uvedl, že zderazký klášter, který založili Hrabišici, byl založen jeho předky.